# Hermann Arnold (Unternehmer)
Hermann Arnold (* 1. Januar 1888 in Schorndorf; † 7. Juni 1973 ebenda) war ein deutscher Ziegelfabrikant.

## Werdegang
Arnold wurde am Neujahrstag des Jahres 1888 in der Ziegelhütte in der württembergischen Kleinstadt Schorndorf geboren. Seine Schulzeit verbrachte er in Schorndorf und Korntal. Anschließend absolvierte er im Baugeschäft des Schorndorfer Stadtbaumeisters Gottlieb Maier, dem Vater des späteren baden-württembergischen Ministerpräsidenten Reinhold Maier, eine Maurer- und Zimmererlehre. Aus dieser Zeit rührt eine besonders freundschaftliche Verbindung zu Reinhold Maier. Mit den besten Zeugnissen kam er an die Königliche Baugewerkschule in Stuttgart, die er mit der Meisterprüfung abschloss. 
In den folgenden Jahren war er in Schorndorf und Stuttgart als Bauwerkmeister tätig. Im Auftrag seines früheren Lehrherren leitete er in den Jahren 1907/08 den Neubau der Ziegelwerke Schorndorf. Als 1911 in rascher Folge sein Vater und sein Onkel verstarben, übernahm er von seinem Onkel, der Mitinhaber des Betriebes war, die technische Leitung der Ziegelwerke. Er begann die Produktionsprozesse zu rationalisieren und verhalf dem Unternehmen insbesondere nach dem Ersten Weltkrieg zu einem enormen wirtschaftlichen Aufschwung, so dass das Werk bald zu den leistungsfähigsten Herstellern von Dachziegeln in Süddeutschland zählte. Zum Jahresende 1951 zog er sich aus dem operativen Geschäft zurück.

## Auszeichnungen
- 16. Dezember 1951: Ehrenbürger der Gemeinde Weiler/Rems (bei Eingemeindung 1973 von der Stadt Schorndorf übernommen)
- 21. Dezember 1951: Verdienstkreuz (Steckkreuz) der Bundesrepublik Deutschland[1]
- 27. Juli 1953: Ehrensenator der Technischen Hochschule Stuttgart